# Loi du 24 décembre 1903 sur les accidents de travail
 (novembre 2016).
Si vous disposez d'ouvrages ou d'articles de référence ou si vous connaissez des sites web de qualité traitant du thème abordé ici, merci de compléter l'article en donnant les références utiles à sa vérifiabilité et en les liant à la section « Notes et références ».

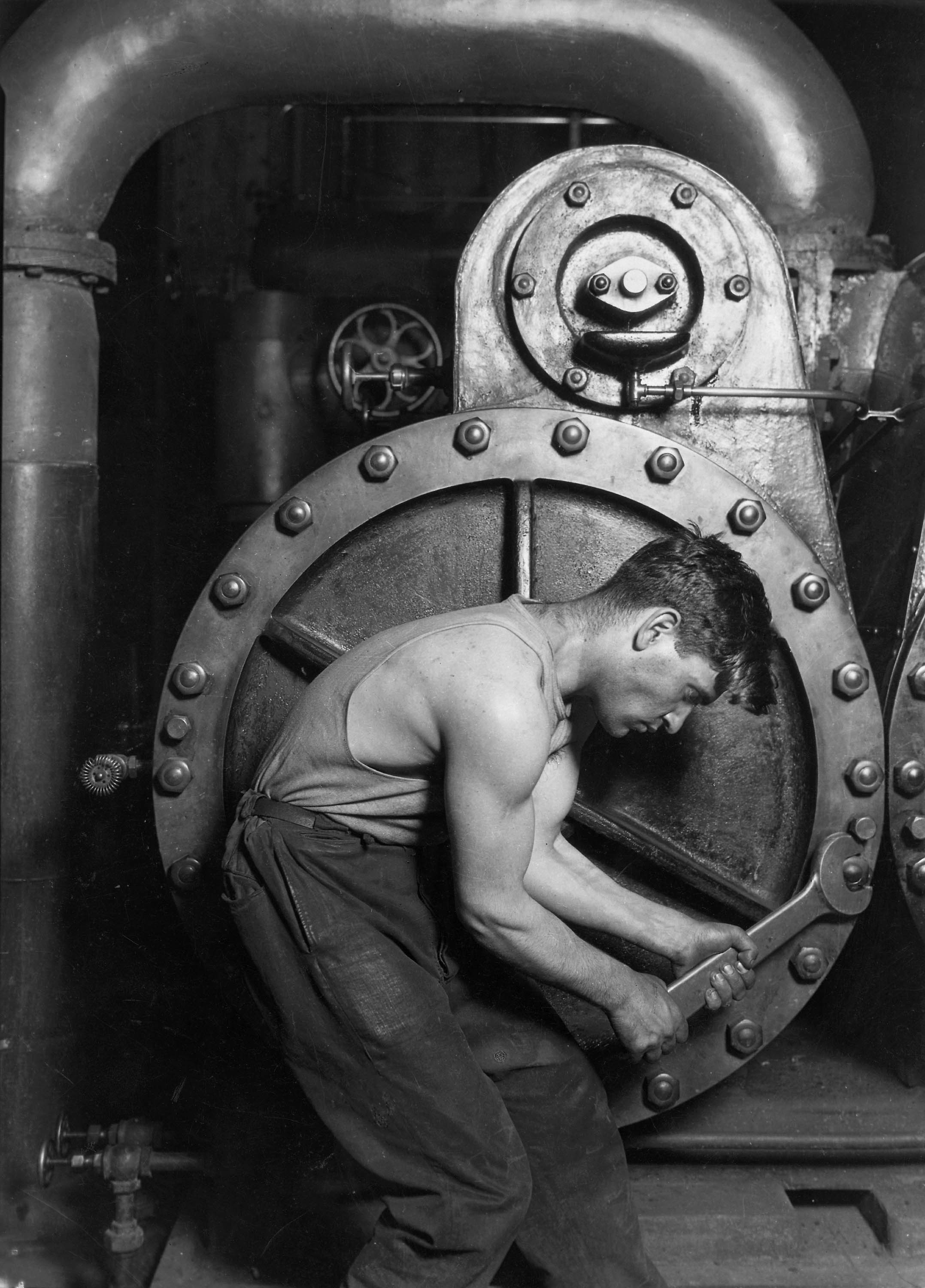
Ouvrier travaillant sur une machine

Une ancienne loi belge datant du 24 décembre 1903 accorde l’opportunité d’obtenir une indemnité à la suite d'accidents survenus sur le lieu de travail et donc de bénéficier de dommages et intérêts.

## Contexte

### Situation antérieure à la loi de 1903
Avant 1903, le seul recours judiciaire mis à disposition de l’ouvrier victime de l’accident de travail est un recours de droit commun repris dans l’article 1382 du code civil. L'article couvre trois hypothèses : soit l'accident est dû à une faute ou négligence de l'ouvrier, qui ne doit pas être indemnisé, soit il s'agit d'un cas de force majeure ou d'un cas fortuit et aucune indemnisation n'est prévue non plus, soit il s'agit d'une faute ou d'un défaut de précaution du patron, auquel cas l'ouvrier ou ses ayants droit doivent être indemnisés. 
Afin d’obtenir cette indemnisation de la part du patron, l’ouvrier doit encore prouver l'existence d'une faute, l'existence d'un dommage, et le lien de causalité entre la faute et le dommage.

### Contexte historique d’émergence de la loi
La loi du 24 décembre 1903 émerge dans un contexte de croissance industrielle. L’accident de travail se transforme en un phénomène social qui est causé spécifiquement par l’accroissement des machines.

## Contenu de la loi du 24 décembre 1903

### Le «risque professionnel»
L’objectif visé en 1903 était de balayer la théorie de la faute issue de l’application de l’article 1382 du Code civil qui rendait difficile la preuve de la faute de l’employeur et donc de la chance de recevoir une indemnisation. Cette dernière sera alors remplacée par la notion de « risque professionnel ».
En effet, le risque professionnel est de démontrer que les travailleurs utilisent des outils de plus en plus mécanisés, complexes et dont la dangerosité n’est plus à prouver. De ce fait, le travailleur est exposé à un plus grand risque de se blesser ou encore de perdre la vie. Dès lors, la transition vers un droit de la responsabilité objective se fait sentir par rapport à l'outillage usité par les travailleurs.

### Le champ d’application
Un accident est « un événement anormal et dû à l’action subite d’une force extérieure à la constitution de la victime ». De cette définition découle 3 conditions : événement anormal et soudain, force extérieure et lésion . La dernière condition n’est cependant pas nécessaire dans le cadre d’un accident de travail mais doit bien survenir durant l’exécution de ses engagements de travail.
Ensuite, par « entreprises », on entend celles industrielles ainsi que celles publiques. Par « industrielle », le législateur visait « celle qui a pour objet direct de produire une utilité par l’emploi du travail manuel » comme par exemple une entreprise qui construisait des fusils ou des machines.
Enfin, il faut qu’un travailleur manuel subisse l’accident lors de l’exécution de son travail.

### Les effets
Cette loi de 1903 vise à indemniser les travailleurs victimes d’accidents de travail. Dans le cas où ceux-ci perdraient la vie, leurs héritiers accéderaient à cette indemnisation.
Dans les débats parlementaires, deux thèses sont mises en évidence : d’une part, les socialistes et une partie de la droite, plaidaient pour une assurance obligatoire que le patron devait supporter entièrement étant donné que les risques encourus par les travailleurs sont la source de l’industrialisation effectuée par lui. Et, d’autre part, ceux qui plaidaient un partage de la paye de cette assurance. C’est la deuxième thèse qui a été retenue, la première ne desservant pas l’intérêt des patrons. 
Naît alors dans la loi de 1903, le régime de la réparation forfaitaire qui établit un montant fixe, à savoir le 50 % du salaire perdu par le travailleur blessé. En cas d’accident ayant causé la mort, les ayants droit ne pouvaient recevoir une indemnisation qu’à concurrence de 30 % du salaire perdu. Triste réalité pour les travailleurs, nous revoilà dans le système d’indemnisation issu de la théorie de la faute étant donné que l’indemnisation est supportée par les deux parties à savoir le patron et l’ouvrier.
Ce régime va subir des modifications et va évoluer avec les lois de 1929 et 1951 en ce qui concerne les indemnisations en cas d’incapacité partielle ou totale du travailleurs ainsi qu’en cas de décès de celui-ci.

### Régime en vigueur
Aujourd’hui, c’est la loi du 10 avril 1971 qui règle les accidents de travail. Elle a fait disparaître la notion de risque professionnel. Depuis lors, la législation sur la sécurité sociale est née même si la législation sur les accidents de travail conserve le concept d’assurance obligatoire dans laquelle l’employeur est tenu de payer une prime. 